# Haliclona osiris
Haliclona osiris är en svampdjursart som först beskrevs av de Laubenfels 1954.  Haliclona osiris ingår i släktet Haliclona och familjen Chalinidae. Inga underarter finns listade i Catalogue of Life.